# Guerre franco-anglaise de 1194-1199
Pour les articles homonymes, voir Guerre franco-anglaise.
Conflit entre Capétiens et Plantagenêts
Batailles
- Fréteval (1194)
- Gisors (1198)
- Châlus-Chabrol (1199)

- Mirebeau (1202) (en)
- Château-Gaillard (1203-1204)
- Rouen (1204)

- Damme (navale) (1213)
- Damme (terrestre) (1213)
- La Roche-aux-Moines (1214)
- Bouvines (1214)

- Lincoln (1217)
- Douvres (1217)
- Sandwich (1217)

- La Rochelle (1224)

- Taillebourg (1242)

La guerre anglo-française de 1194-1199 est une guerre entre le royaume de France et le royaume d'Angleterre. Cette campagne militaire a opposé Richard Cœur de Lion et Philippe Auguste, de 1194 à la mort de Richard en avril 1199.
Après la bataille de Fréteval, Richard finalise la reconquête de la Normandie. Après une première trêve qui n’est pas respectée, la guerre continue et se déplace dans le Berry. Philippe Auguste et Richard Cœur de Lion signent finalement un traité de paix à Gaillon le 15 janvier 1196 : Richard cède Gisors et le Vexin normand à Philippe, qui lui abandonne les différentes conquêtes qu'il a faites en Normandie et ses prétentions sur le Berry et l'Auvergne de Guy II.
En 1198, Richard s'enfonce au cœur du territoire français et s'empare de plusieurs châteaux, dont le château de Courcelles et la forteresse de Burris. Philippe Auguste réagit et se met en marche afin de reconquérir Courcelles. Il prend la route depuis Mantes avec une armée de 300 chevaliers auxquels se joignent des soldats à pied et des paysans. Lorsque l'armée française, supérieure en nombre, change de direction et se dirige vers Gisors, elle tombe nez à nez avec les forces anglo-normandes. Une bataille féroce s'engage, c'est la bataille de Gisors le 27 septembre 1198. Philippe Auguste manque de se faire tuer. Chargeant à la tête d'un régiment de cavalerie, il aurait déclaré : « Non, je ne fuirai pas devant mon vassal. » Malgré leur victoire, les Anglo-Normands ne parviennent pas ensuite à exploiter leur avantage. La forteresse de Gisors, notamment, reste aux mains des Français. Après la bataille, la guerre s'enlise. Les deux souverains concluent finalement une nouvelle trêve temporaire à Vernon en 1199.

## Conséquences
Richard meurt le 6 avril 1199 au siège de Châlus-Chabrol dans le Limousin. La mort de Richard Cœur de Lion est, à l'échelle de la construction des territoires européens, un événement majeur, qui conduit à la fin de l'empire Plantagenêt et à la naissance de la notion de nation portée par les rois de France.
Après la mort de Richard Cœur de Lion à Châlus, Philippe Auguste fera de son épouse, Bérengère de Navarre, la douairière du Maine.